# Rein Stuurman
Reinier (Rein) Stuurman (Zaandam, 6 december 1900 – Laren (Noord-Holland), 12 september 1984) was een Nederlands tekenaar, schilder, aquarellist, houtgraveur, beeldhouwer en boekbandontwerper.
Na zijn HBS tijd ging hij op kantoor werken. Oorspronkelijk leerde hij zichzelf tekenen en schilderen. Na een opleiding aan de Rijksakademie van Beeldende Kunsten in Amsterdam gevolgd te hebben, besloot hij zijn kantoorbaan op te zeggen en zelfstandig kunstenaar te worden. Hij ging vervolgens schoolboeken, kalenders en tijdschriften illustreren. Zijn tekeningen zijn te zien in 142 kinderboeken.
Stuurman is echter vooral bekend geworden door zijn illustraties in het boek Zien is kennen!, een uiterst handzame vogeldetermineergids van N. Binsbergen en D. Mooij uit 1937, waarin 360 aquarellen worden getoond. Het boekje met de drukknoopsluiting was heel lang hét naslagwerk voor vogels. Na deze gids werd er ongeveer geen vogelboek meer uitgegeven zonder de illustraties van Stuurman die daarmee een van de belangrijkste vogelillustrators van Nederland werd. Zo illustreerde hij voor Jac. P. Thijsse de 4e druk van Het vogelboekje met 8 gekleurde platen en vele pentekeningen. In 1969 werden zijn aquarellen samen met postume illustraties van Theo van Hoytema en Jan Gerard Keulemans gebruikt voor de vernieuwde 6e druk van Het Vogeljaar, met de oorspronkelijke tekst van Thijsse uit 1904.
Daarnaast maakte Stuurman met natuurkenner Rinke Tolman een aantal plaatjes-albums voor koffiebranderij Kanis & Gunnink.
Stuurman overleed in het Rosa Spierhuis te Laren.
- Biografisch Portaal: 11804725
- Digitale Bibliotheek voor de Nederlandse Letteren: stuu005
- International Standard Name Identifier: 0000 0004 9550 2539
- Library of Congress Control Number: nb2018022317
- Nationale Bibliotheek van Tsjechië: xx0311969
- Nederlandse Thesaurus van Auteursnamen: 072132426
- RKD-Nederlands Instituut voor Kunstgeschiedenis: 75979
- Système universitaire de documentation: 233303057
- Virtual International Authority File: 310522704
- WorldCat: E39PBJk4FwQRCgpTjrkVmv4yVC